# Camins de glòria
Camins de glòria (títol original en anglès Paths of Glory) és una pel·lícula estatunidenca dirigida l'any 1957 per Stanley Kubrick. Encara que considerada una obra mestra del director, ha patit un llarg periple de prohibicions a tot el món pel seu contingut antimilitarista. Va ser prohibida a França fins al 1975 i a Espanya fins al 1986.

## Argument
França, 1916, durant la Primera Guerra Mundial, el general Boulard ordena la captura d'una inexpugnable posició alemanya i encarrega aquesta tasca a l'ambiciós general Mireau. Aquest, al seu torn, ordena al coronel Dax que encapçali l'atac. La presa del turó resulta un infern, i el regiment torna a les seves posicions. L'alt comandament militar, irritat per la derrota, decideix castigar i donar exemple als soldats.

## Anàlisi
Títol clau dins del cinema antimilitarista, la pel·lícula transcorre en el context històric de la Primera Guerra Mundial, concretament l'any 1916, durant l'anomenat període de la "guerra de trinxeres" (a causa de l'estancament dels fronts). Podem considerar que l'acció se situa entre el setembre i l'octubre al front occidental, a la frontera entre França i Alemanya, (estabilitzada aleshores a uns 30 km de París), concretament prop de l'estratègica posició d'Agnoc.
El general Mireau és el responsable del conjunt de trinxeres de la zona d'Agnoc i, per tant, es fa càrrec d'uns 8.000 soldats. És per la gran responsabilitat que això representa que, quan el general Broulard li proposa conquerir el Turó de les Formigues, objectiu que costaria gran quantitat de vides, refusa immediatament l'oferta. Finalment, però, i a causa de la seva gran corrupció i ambició de poder, Mireau es deixarà temptar i acabarà accedint a l'empresa en el moment en què Broulard li ofereix a canvi un ascens fins a la posició de comandant de la Desena Divisió, càrrec que sempre havia somiat.
Kubrick aprofita aquesta adaptació d'una novel·la basada en fets reals per a criticar durament, en general, l'absurditat i cruesa de totes les guerres i, particularment, la corrupció i deshumanització dels alts càrrecs de l'exèrcit, la dura disciplina que imposen i la lògica implacable de la jerarquia militar.

## Repartiment
- Kirk Douglas: el coronel Dax
- Adolphe Menjou: el general George Brullard
- Ralph Meeker: Paris
- George Macready: el general Mireau
- Timothy Carey: Férol
- Joseph Turkel: Arnaud.
- Wayne Morris.
- Richard Anderson: El comandant Saint-Auban
- Susanne Christian